# فيل كيتينغ
فيل كيتينغ (بالإنجليزية: Phil Keating)‏ هو صحفي أمريكي، ولد في 11 أبريل 1968.